# Medalla por el Fortalecimiento de la Cooperación Militar
La Medalla por el Fortalecimiento de la Cooperación militar (en ruso: Медаль «За укрепление боевого содружества») es una condecoración militar soviética establecida por Decreto del Presídium del Sóviet Supremo de la Unión Soviética el 25 de mayo de 1979. Su estatuto fue posteriormente confirmado y ligeramente modificado por el Decreto del Presídium del Sóviet Supremo de la Unión Soviética N.º 2523-X del 18 de julio de 1980.  Se otorgó para reconocer la cooperación destacada entre los diferentes servicios y las diferentes fuerzas armadas de los diversos países del Pacto de Varsovia o de cualquier otro estado socialista aliado. 

## Historia de la medalla
La Medalla por el Fortalecimiento de la Cooperación Militar es una de las medallas más raras de la posguerra en la URSS. Dado que se otorgó principalmente a los organizadores y participantes de ejercicios militares conjuntos de los diferentes ejércitos de los países del Pacto de Varsovia, el número de premiados fue muy limitado.
El 27 de marzo de 1995, tras la disolución de la Unión Soviética, se estableció una medalla del Ministerio de Defensa de la Federación de Rusia llamada Medalla por el Fortalecimiento de la Comunidad Militar (en ruso: Медаль «За укрепление боевого содружества»), con un cuadro diferente. Asimismo, se han creado medallas similares en algunos países que antiguamente formaban parte de la Unión Soviética.

## Estatuto
La Medalla por el Fortalecimiento de la Cooperación Militar se otorgaba a militares, empleados de agencias de seguridad del estado, órganos de asuntos internos y otros ciudadanos de los Estados miembros del Pacto de Varsovia, así como a otros estados socialistas y estados amigos por sus méritos en el fortalecimiento de la comunidad militar y la cooperación militar.
La autoridad encargada de conceder la condecoración era el Presídium del Sóviet Supremo de la Unión Soviética basado en recomendaciones del ministro de Defensa de la URSS, del ministro de Asuntos Internos de la URSS o del presidente del Comité de Seguridad del Estado de la URSS, dependiendo de donde prestara sus servicios el galardonado. La medalla se puede conceder varias veces.
La medalla se lleva en el lado izquierdo del pecho y, en presencia de otras órdenes y medallas de la URSS, se coloca después de la Medalla de Veterano de las Fuerzas Armadas de la URSS. Si se usa en presencia de órdenes o medallas de la Federación de Rusia, estas últimas tienen prioridad.
Cada medalla venía con un certificado de premio, este certificado se presentaba en forma de un pequeño folleto de cartón de 8 cm por 11 cm con el nombre del premio, los datos del destinatario y un sello oficial y una firma en el interior.

## Descripción de la medalla
Es una medalla circular de tombac dorada con partes esmaltadas en rojo, de 32 mm de diámetro con un borde elevado por ambos lados.
En el anverso de la medalla hay una estrella de cinco puntas esmaltada en rojo con un escudo en el centro. El escudo no está esmaltado y lleva la inscripción en relieve en cinco filas «POR FORTALECER LA COOPERACIÓN MILITAR» (en ruso: «ЗА УКРЕПЛЕНИЕ БОЕВОГО СОДРУЖЕСТВА») y «URSS» (en ruso: «СССР»). Dos ramas de laurel en relieve siguen la circunferencia izquierda y derecha de la medalla pasando por debajo de las puntas de la estrella. En la parte inferior del anverso de la medalla hay dos espadas entrecruzadas, sus empuñaduras se encuentran debajo de la estrella, sus hojas pasan por debajo de los brazos de la estrella y sobresalen de los laureles hasta el borde de la medalla. El reverso de la medalla es mate y carece de inscripción alguna.
La medalla está conectada con un ojal y un anillo a un bloque pentagonal cubierto con una cinta de moaré de seda de 24 mm de ancho. Los colores de la cinta combinan los colores de las banderas de los Estados miembros del Pacto de Varsovia. Las franjas de colores longitudinales en la cinta se alternan de izquierda a derecha en el siguiente orden: verde, blanco, rojo, amarillo, negro, amarillo, rojo, blanco, azul. El ancho de las rayas: verde y azul - 4 mm, blanco, amarillo y negro - 1 mm, rojo - 5,5 mm.